# Список вулканів світу

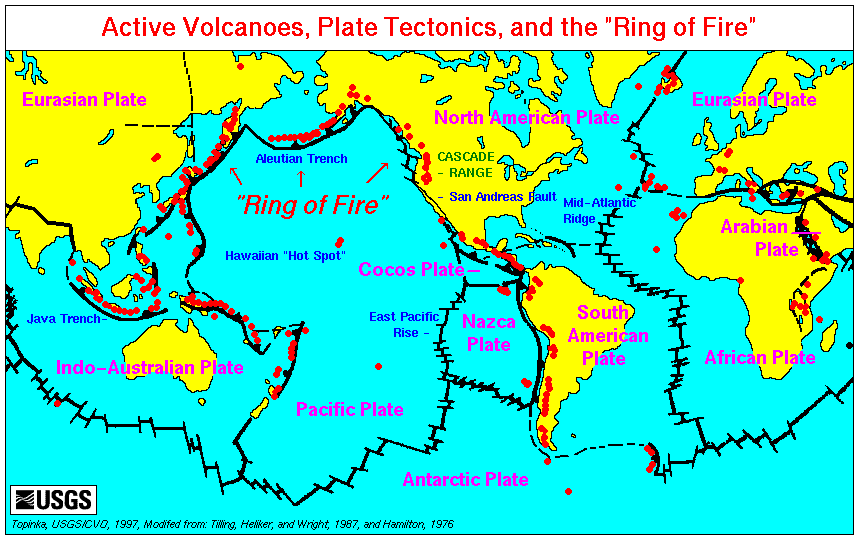
Мапа меж літосферних плит Землі та вулканічної активності

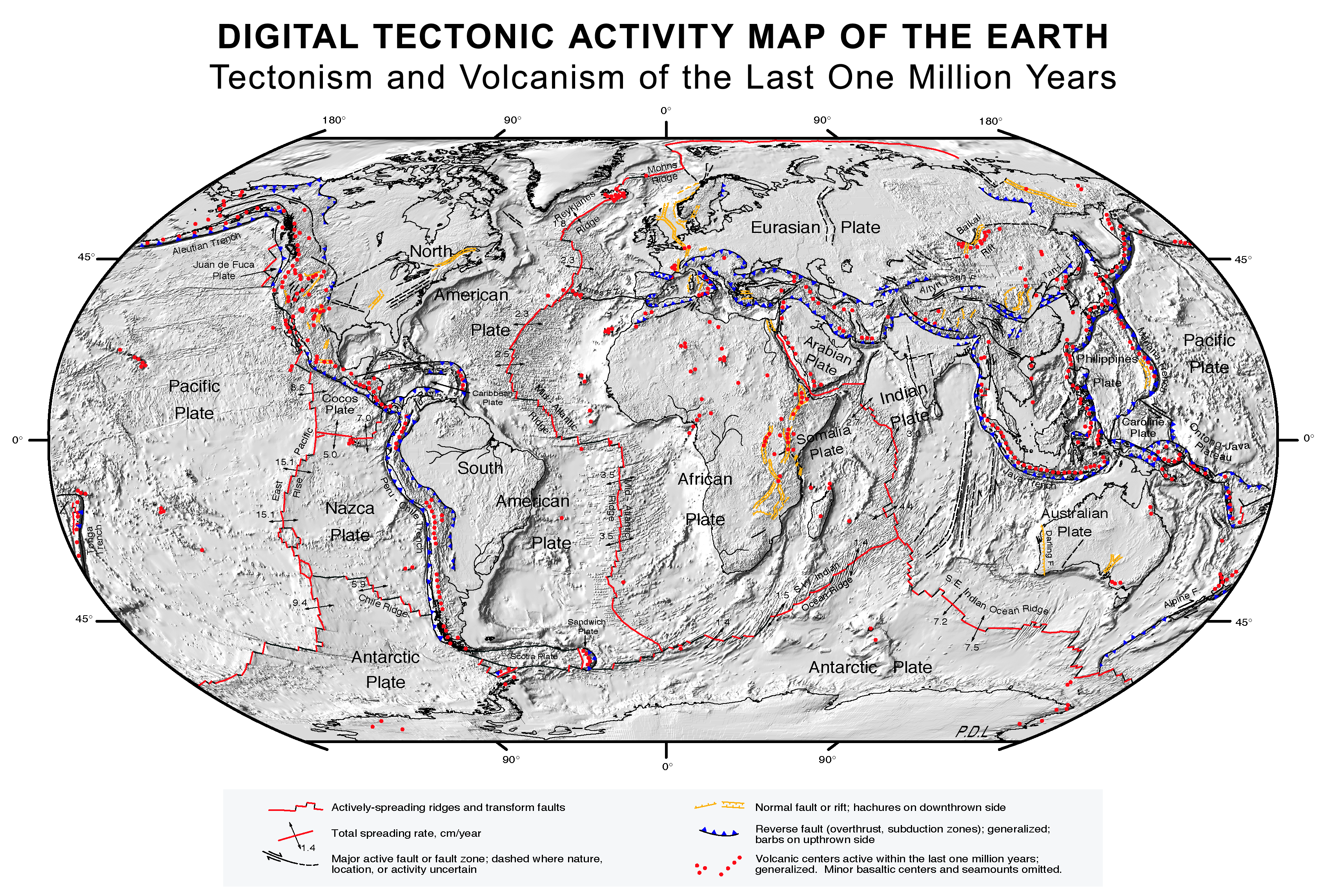
Карта вулканів, які діяли протягом останнього мільйона років

Нижче наведений Список вулканів світу, відсортований за першою літерою абетки:

## А
- Абі
- Авачинський
- Аву
- Агартете
- Агд
- Агмаган
- Агрихан
- Агуа — Гватемала (3766 м)
- Агуа-де-Пау
- Агунг
- Адагдак
- Адаллелла
- Адаме
- Адатара
- Аден
- Аден Малий
- Адзума
- Адріан
- Айленд-Пак Резевва
- Аннелькан
- Айра
- Акагі
- Акан
- Акар-Акар
- Акатенанго
- Акіта-Якеяма
- Актеон
- Аку
- Акутан
- Алаїд
- Алаіта
- Аламаган
- Алегранса
- Алід
- Аліикуді
- Алнай
- Алнгей
- Алуту
- Алучинські
- Альбано (Лациум)
- Альберт Парк
- Альседо
- Амагі
- Амак
- Амамасу
- Амарті
- Амбанг
- Андрев Бей
- Амбрим
- Амбуломбо
- Аммар
- Амстердам
- Амукта
- Анастепек
- Анатахан
- Анаун
- Анвіль Пик
- Анджасморо
- Анейт'юм
- Анкаратра
- Анкейзіна
- Аниакчак
- Аннобон
- Анталовський
- Антипіна
- Антисана
- Антофалья
- Антуко
- Анюйський
- Аоба
- Аогасима
- Апагадо
- Апо
- Арагац
- Араїлер
- Арарат Великий
- Арарат Малий
- Арджуно-Веліранг
- Ареналь
- Аррале
- Артені
- Асама
- Асача
- Асітака
- Аск'я
- Асмара
- Асо
- Ассекрам
- Ассекрам (плато)
- Асунсьйон
- Асуфрал-де-Тукерес
- Асуфре (Ластама)
- Ата (Кюсю)
- Ата (Тонга)
- Атіс
- Атітлан
- Атлікскос
- Атосанупурі
- Атсонупурі
- Ахар-Бахар
- Афанасія Нікітіна
- Афрера (Афдера)
- Аярзо

## Б
- Бабасе
- Бабуян
- Бабуян Кларо
- Бага
- Багабаг
- Батана
- Бадачонь
- Байонесі-Медзин
- Баканові
- Бакенінг
- Бакл
- Балаган-Тас
- Бальбі
- Балуан
- Балут
- Бам
- Бамбуто
- Бамус
- Банахао
- Банго (Паго)
- Бандай
- Банда-Апі
- Бануа-Вуху
- Баракі
- Барановський
- Барановський
- Байтоушань (Пектусан)
- Баранського
- Барарума
- Барба
- Барджес
- Барза
- Баррен
- Барсена
- Басілан Пик
- Батан
- Батіан (Кенія)
- Бату
- Бату Колок
- Батутара
- Батур
- Беда
- Беллінсгаузена
- Безман
- Безіменний (Камчатка)
- Безіменний (Уруп)
- Бейкер
- Белінда
- Бенк
- Бепагут
- Берга
- Беренберг
- Бержень
- Берні
- Берутарубе
- Бесар
- Біла Скеля
- Білібіна
- Бірд
- Біліран
- Біллі Мітчелл
- Блек-Пік
- Блек-Рок
- Боавішта
- Богачевський
- Богдан Хмельницький
- Богослов
- Болура
- Бонгапчі
- Бонете
- Борзова
- Борилів Діл
- Борт
- Бор-Елі
- Брава
- Бранку
- Брат Чірпоєв
- Браччано-Саботіні
- Брезина
- Бриджмен (Камінь Олени)
- Брістол (Дарнлі)
- Бромо
- Броутона
- Броутона кальдера
- Босеті-Гудда
- Буал-Буалі
- Буветоя (Буве)
- Булдир
- Булусан
- Букаву
- Буке-Леву
- Букит-Даун
- Букит-Лумут-Балай
- Буревісник
- Бурко
- Бурлячий
- Бур Ні Тутонг
- Буньяругуру
- Бус Обо
- Бутак
- Бутак-Каві

## В
- Вавилова
- Вайпоуа-Тутамае
- Вайанае
- Вайнфельдер
- Вайоцсар
- Вай-Сано
- Вакатскіє
- Вакауа
- Валентин
- Валліс
- Вангуну
- Вануа Лава
- Вассеркуппе
- Ваталума Хілл
- Ватукоула
- Ватулеле
- Вау-ен-Намус
- Ваянг-Вінду
- Великий Іновець
- Ведмежий
- Ведмежа (кальдера)
- Везувій
- Велика Удіна
- Великий
- Великий Гюней
- Великий Ситкін
- Вельки Роудин
- Веніамінова
- Вернадського
- Вестдал
- Верхньосуйфунські
- Вілеранг-Беріті
- Віліс (Ліман)
- Віллиямс
- Віко
- Вілючинський
- Вільки-Мілич
- Вільямса
- Вільяріка
- Вірунґа
- Вітрова
- Вітровий
- Високе (вулкан)
- Вітори
- Влодавца
- Вознесіння
- Волькан-де-Фуего-де-Коліма
- Всевідоф
- Втачник
- Вулф
- Вулькано
- Вульсіні
- Вультуре
- Вигорлат
- Висока
- Високий (Ходсон)

## Г
- Габіллема
- Габулі
- Галерас (Пасто)
- Галунггунг
- Гамкуноро
- Гамчен
- Гамчен Північний
- Гамчен Південний
- Гараханой
- Гарібалді-Пас
- Гарове
- Гассан
- Гвільхерме-Моніш
- Гебель-Ангалафіб
- Гебель-Зейн-Умм-Араїш
- Гебель-Мазруб
- Гебель-Марра
- Гебель-Тейр
- Гебель-Хош-Умм-Араїш
- Гебель-ель-Мираібта
- Геде
- Гедройця
- Гейзерна
- Гекла
- Гелаї
- Гемюнденер
- Гередонг
- Гідрографів
- Гілберт
- Гімбала
- Гіранріг
- Гірничого інституту
- Гласс Маунтін
- Глейшер-Пік
- Гоан
- Годоребі
- Головкіна
- Гонгора
- Гонсалес
- Горілий
- Горопу (Вайове)
- Гострий
- Гоф
- Гран-Кос
- Гран-Суфрієр
- Грасьоза (Азори)
- Грасьоса (Канари)
- Грейт Мерк'юрі
- Грігорі
- Грімсвотн
- Гуагуа Пічінча
- Гуальятірі
- Гуанапаї
- Гуасапа
- Гугуан
- Гугу
- Гугу-Магха
- Гулачхедь
- Гунунг-Апі

## Д
- Дабл Пік
- Дайніші
- Дайсен
- Дакатуа
- Далайнурські
- Далупін
- Дамар
- Данан
- Дано
- Дарвін
- Даріганга
- Дарілі
- Датунські
- Датуньшань
- Даунг
- Даугчер Південний
- Даугчер Північний
- Двор
- Денісон
- Джебель-Ізбіль
- Джебель-Сірва
- Джебель-Цебіб
- Джебель-Ель-Есі
- Джебель-Ель-Марха
- Джіргаланту-Гол
- Джоболанган
- Джайлола
- Дзабхан
- Дзао
- Дзара-Тологой
- Дзендзур
- Деве
- Демавенд
- Демон
- Демпо
- Дезерет
- Десантний
- Десепшен (Тейля)
- Дескабесадо-Гранде
- Дербі-Тайга
- Деррумбадеко
- Де-Табурієнте
- Дідікас
- Діді-Абулі (Великий Абул)
- Діді-Непіскало
- Дікеос
- Дієнг-Пераху
- Дикий Гребень
- Добу
- Довга
- Домбровського
- Долина Гвадалахара
- Долина Гейзерів
- Дома-Пікс
- Донья-Хуана
- Доуповський
- Древньокошелевський
- Дуау-Фавенк
- Дуббі
- Дублон
- Дуглас
- Дуназугський

## Е
- Ебеко
- Егмонт-Таранакі
- Егон
- Ед-Дабаб
- Ед-Друз
- Единбурзький пік
- Еджекумбе
- Еймнах-Лурбунскіє
- Екарма
- Екватор
- Елгон
- Еліту-Ула
- Ель-Абур
- Ель-Атаїта
- Ель-В'єхо
- Ель-Джейна
- Ель-Мочо
- Ель-Мувейліх
- Ель-Педрегаль
- Ель-Чичон
- Ель-Ураїс
- Ельбрус
- Ембагаї
- Ембульбуль
- Еммонс
- Епі
- Ерджіяс
- Еребус
- Ерта-Але
- Есан
- Есімінгор
- Есмеральда
- Еспаньйола (Худ)
- Ес-Сафа
- Етна
- Ехи-Мусгу

## Є
- Ємн-Куссі
- Ємліклі
- Єпокапа

## Ж
- Желтовський
- Жоржина
- Жупановський

## З
- Завадовського
- Заварицького ( Камчатка)
- Заварицького кальдера
- Запатера
- Зарічний
- Зеваїнськое плато
- Зіарат-Аждаак
- Зіміна Велика
- Зіміна Мала
- Зіміна Овальна
- Зіміна Гостра
- Зубайр
- Зукар
- Зикуала

## І
- Іблеї
- Ібу
- Івакі
- Іван Грозний
- Івао
- Івате
- Іватна (Маар)
- Ігнис
- Йелія
- Ієро
- Ієрсей
- Іканмікот
- Ікеда
- Ілі-Белонг
- Ілі-Верунг
- Ілі-Лабалекан
- Ілі-Муда
- Ілопанго
- Іл'їнський
- ІІль де Сандр
- Іманський
- Інавасіро
- Інгамакитські
- Інері
- Ініє-Ліка
- Інода
- Ін-Заузама
- Іньо
- Ін-Тараїн
- Іо (Рюкю)
- Іо (Волкано)
- Іохі
- Іохоа
- Іокоате
- Іпелька Велика
- Ірасу
- Іріга
- Іррумукеппу
- Іррупутунку
- Ісалько
- Ісаноцький
- Ісекрам
- Іск'я
- Іспуга
- Ісорог
- Істаксіватль
- Ітангуні
- Ітаси
- Іхе-Тулбурі-Гол
- Ічинський
- Іульт
- Ія
- Іянг-Аргопуро

## И
- Инколо (Енкволо)

## К
- Каба
- Кабаліан
- Кабарджіна
- Кабхедь
- Кавах-Ідьен
- Кавачі
- Кагаміл
- Кагуа
- Кагуяк
- Кратер
- Кадам
- Казбек
- Каймой
- Кайо
- Какарамеа
- Какка
- Какула
- Какуто
- Канкохе-Омапері
- Калаяї
- Каллагуен
- Кальбуко
- Камагатаке
- Камбальньш
- Камено Воуно
- Камінь
- Камерун
- Камігін
- Камитунга
- Камонгатаке
- Кампу
- Камуй
- Канага
- Кандідушка
- Канлаон
- Кандлмас
- Као
- Капел'їніш
- Каповен-Босоле
- Карадаг
- Каранг
- Каранга
- Каріої
- Карісімбі
- Каркар
- Карлайл
- Карні
- Карпінського
- Картала
- Каримський
- Каримська кальдера Велика
- Касаточий
- Касаяма
- Касибой
- Катарман
- Катла
- Катве-Кікоронго
- Катмай
- Катете
- Катунга
- Кауаї
- Каулет-Хаттаб
- Кахузі
- Квалибоу
- Квараха
- Квілл
- Квіцапу
- Кебріт-Але
- Кевеней
- Кедлінгарф'єддь
- Кей Зеа Кон
- Келі
- Келі-Муту
- Келуд
- Келля
- Кенденг
- Кенеш
- Кергелен
- Керікері
- Керінчі
- Кер-Огли
- Кертіс Айленд
- Кетандаг
- Кетой
- Кетумбайне
- Кіарабарес Гагак
- Кібо — вулканічний масив Кілімаджаро, Кенія, Африка (6010 м)
- Кієджо
- Кізімен
- Кізінгірі
- Кікай
- Кілауеа — Гаваї (1247 м)
- Кіманг
- Кіодаке
- Кірімасі
- Кірісіма
- Кісодаке
- Кітаїо
- Китайський імператор
- Кіхпінич
- Клабат
- Клала
- Кларіон
- Кліппертон
- Клобутка
- Ключевський
- Ключевська сопка
- Коатепеке
- Ковасар
- Кове Форт
- Кодзіма
- Кодзу
- Кодлоуттадинг'я
- Кодо
- Козельський
- Колгата (Голгат)
- Коліма
- Колокол
- Коломбангара
- Колгоспний (Високий)
- Комагадаке (Акіта)
- Комарова
- Конраді
- Консепсьйон
- Кончагуа
- Кончагуіта
- Конюжий
- Коолау
- Копауе
- Корву
- Корковадо
- Коровинський
- Коромандел
- Коро
- Корчин
- Корякський
- Косігуїна
- Косо
- Котопахі
- Кофре-де-Піроте (Наукампетепетль)
- Кохала
- Кохпушта
- Кошелева
- Крабла
- Кракатау
- Крашенінникова
- Кратер Бей
- Крейтер-Лейк
- Креніцина
- Кржижановського
- Крива
- Кривий Явір
- Крід
- Крістенсен
- Крозе
- Кроноцький
- Кропоткіна
- Ксудач
- Куарон Кудзю
- Куддія Атталора
- Кудрявий
- Куїлотоа
- Кукак
- Куку
- Кулал
- Кумбаль
- Кумбре
- Нуева
- Кумматайн
- Куньїт
- Кунтоминтар
- Курикома
- Курильське озеро
- Куроїсі
- Курошіма
- Кусакакі
- Кусату-Сіране
- Кутиноерабу
- Куттяро
- Куернос-де-Негрос
- Куемадос-де-Орзола
- Кирник-Четате
- Киска
- Китепана Велика
- Китепана Мала
- Келіман-П'єтрос

## Л
- Лаахерзе
- Лабо
- Лаву Юний
- Лагуна-ду-Конгро
- Лагуна-ду-Сан-Брас
- Ла-Гриль
- Ла Кан'ядас
- Ла-Корона
- Лайленкопф
- Лакешор
- Лакі
- Лако
- Ламінгтон
- Ламонган
- Ламонаї-кратер
- Ланаї
- Ланін
- Лассен-Пік
- Ласкар
- Лас-Лахас
- Лас-Пілас
- Лас-Тре-Вірхенес
- Ластаррія
- Латукан
- Лаутаро (Серро-Піраміде)
- Лахендонг
- Левотобі-Лакі-Лакі
- Левотобі-Перампуан
- Левотоло
- Левяча паща
- Лейт
- Лемангрут
- Лендерут
- Лероболенг
- Лескова
- Лета
- Лікуруанга
- Літл Баррієр
- Літл Гласе Маунтин
- Лінденберг
- Ліпарі
- Локон-Руменган
- Лалобау
- Лолода
- Лолору
- Ломоносова
- Лонг-Айленд
- Лонгонот
- Лонкімаї
- Лопатіна
- Лопеві
- Лос-Манантиалес
- Лос-Хорнос
- Лулмаласін-Олшірва
- Луч
- Леїчжоу-Хаїнаньські
- Людентсборгир-Тренгслаборгір
- Льюльяйльяко
- Льяйма

## М
- Мавензі
- Магасо
- Мадерас
- Маділого
- Майгудо
- Майоко
- Майон
- Майпу
- Мака
- Маканруші
- Макатурінг
- Маквілінг
- Макіан
- Маковиця
- Маколі
- Маконгаї
- Макушин
- Малендок
- Малінао
- Малінтанг
- Малінче (Метлакуайтль)
- Мала Удіна
- Малий Ситкін
- Мамам
- Мандалаган
- Маненгуба
- Манінджау
- Манук
- Мара
- Маралі (Суматра)
- Марау-Пік
- Марга Байюр
- Маріпіпі
- Маррі
- Марсабіт
- Мартін — вулкан на Алясці (1863 м)
- Мартин-Вас
- Марумукутру
- Марчена (Біндло)
- Масайя
- Масарага
- Мас-Афуера (Олександр Селькірк)
- Мас-а-Т''єрра (Робінзон Крузо)
- Масю
- Матавану
- Матасано
- Матікан
- Матра
- Матт'ю
- Матуа
- Матуку
- Матутум
- Мауга-Афі
- Мауга-Му (Аопо)
- Маунгарапі
- Маунаурейяр
- Маунгаутарі
- Маунгатапере
- Мауна-Кеа
- Мауна-Лоа
- Мауна-Еєкі
- Маунтін
- Маунт Альберт
- Маунт Акароа
- Маунт Бола
- Маунт Босаві
- Маунт Веллінгтон
- Маунт Викторі (Керароа)
- Маунт Галлего
- Маунт Гарбуна
- Маунт Гілуве
- Маунт Гобсон
- Маунт Гувер
- Маунт Дана
- Маунт Ду-Фер
- Маунт Іалібу
- Маунт Карімуї
- Маунт Качуї
- Маунт Кратер
- Маунт Ламмас
- МаунтЛідгбірд
- Маунт Літтелтон
- Маунт Маїтабе
- Маунт Мангере
- Маунт Манна
- Маунт Маррі
- Маунт Мізері
- Маунт Насуха
- Маунт Ойакааї
- Маунт Реннір
- Маунт Реомюр
- Маунт Сіса
- Маунт Суару
- Маунт Такуам
- Маунт Тарока
- Маунт Тейлор
- Маунт Трафальгар (Іамівара)
- Маунт Фіш
- Гаґен
- Маунт Еден
- Махаву
- Мачуха
- Мачін
- Маю
- Мбенгга
- Мбуке
- Мгамінга
- Меакан
- Меангуера
- Мегаль
- Медіна
- Медісін-Лейк
- Міжсопочний
- Мезенк
- Мезехаваш (Сака)
- Мелале
- Мелімой
- Мельбурн
- Менделєєва
- Мененгаї
- Ментолат
- Мера Лава
- Моралі (Ява)
- Мерапі-Ідженг
- Мербабу
- Мерседарьо
- Мерсідат
- Меру
- Меса-Невада-де-Хервео Метіс
- Мец Ішханасар (Беюк-Ішікли)
- Мідагахара
- Мідаке
- Мікено
- Мілоє
- Мільна
- Мінден
- Міравал'єс
- Місіма
- Місті
- Міхара
- Мінчінмавіда
- Міяке
- Моала
- Мозенберг
- Момбачо
- Момотомбо
- Момотомбіто
- Монтана Гранде
- Монтань-Пеле (Мон-Пеле)
- Монтан'я Агухас Гранде
- Монтан'я Амрілла
- Монтан'я Клара
- Монтан'я-Негра
- Монтан'я Родеос
- Монтан'я Ройя
- Монтан'я Чіка
- Монте-Аміата
- Монте Гордо
- Монте Купе
- Монте Мартінер
- Монте Руї Ваз
- Мон-Дор
- Мондулі
- Моно-Лейк
- Моно кратери
- Моржевий
- Моріошіяма
- Морото
- Морн-о-Дьябл
- Морн-Дьяблотеї
- Морн-Пататес
- Мосонік
- Мота
- Мотір
- Мотіті
- Мотухора
- Моффетт
- Мохелі
- Мочер
- Моен
- Муавура
- Мудо
- Муріа
- Мурен-Сомон
- Мутновський
- Мушкетова
- Мер

## Н
- Набукелеву
- Нагарамасаїна
- Найф Пік
- Наїраї
- Накадзіма
- Наканосіма
- Намакоу
- Напак
- Нараге
- Нарвані
- Наркондам
- Наруго
- Наср-ед-Дейр
- Насу
- Наухунгатахі
- Начикінський
- Нгау
- Нгаурухое
- Нгозі
- Нгоронгоро
- Ндені
- Ндету-Напу
- Невадо-де-Коліма
- Невадо-Охос-дель-Саладо
- Невада-де-Толука (Сінантекатль)
- Невадос-де-Чіл'ян
- Невіс-Пік
- Нейверкерк
- Немо
- Немрут
- Ніігата-Якеяма
- Нііхау
- Ніколка
- Ніла
- Ніідзіма
- Нісі
- Нісірос
- Нісіно-Сіма
- Ніуатопутапу
- Наборібецу
- Нондо-Хілл
- Норікура
- Носоко
- Нуку-Хіва (Маршан)
- Нума
- Нума
- Н'їрагонго
- Н'юберрі
- Нью-Джорджія
- Н'ямлагіра
- Н'ямбені

## О
- Обавський Камінь
- Обрак
- Обручева (на р. Вітім)
- Овалау
- Огастін
- Оїау-Кратер
- Окарека-Ротокакахі
- Окатаїна
- Окмок
- Олдеані
- Ол-Доїньо-Ленгаї
- Ол-Доїньо-Нарок
- Ол-Доїньо-Самбу
- Ол-Доїньо-Ебурру
- Ол-Есайєті
- Олмота
- Оломоана
- Олоргасайліє
- Олька
- Ол'ягуе
- Оманаго
- Омуро
- Оннебетсу
- Онікоба
- Оно
- Онтеик
- Ону
- Ооджима
- Опала
- Оргарія
- Орісаба (Сітлальтепетль)
- Оросі
- Орхонське плато
- Осіма
- Осоре
- Осорно (Чилі)
- Осорно (Канари)
- Осторош
- Отаго
- Отоку
- Отукепо
- Охос-дель-Саладо
- Офу-Олосега

## П
- Паама
- Павант
- Павен Маар
- Павлова
- Паган Південний
- Паган Північний
- Паго
- Пайр Пік
- Пакайя
- Палаюча сопка
- Панайтан
- Панареа
- Пангасанан
- Панигаян
- Панандаян
- Парікутин
- Пасо
- Паюн
- Пасхи
- Патара-Абули (Малий Абул)
- Патара-Непіскало
- Партида
- Патах
- Патуха
- Палласа
- Палувех
- Пауль-да-Серра
- Паюн Матру
- Паялпан Большой
- Пематанг-Бата
- Пенанггунган
- Пербакті
- Перетолчіна
- Перім
- Перлідаг
- Петаранган
- Петероа
- Пеулик
- Пеєтсагу
- Південний
- Пінта (Абінгдон)
- Пірічке
- Піронгіа
- Піссірі
- Пітер-Бот
- Піткерн
- Пітон
- Пітон-де-Неж
- Пік Прево
- Пік Саричева
- Пік-де-ла-Селла
- Пік Церісі
- Піко-Базіле
- Піко-В'єхо
- Піко Портидо
- Піко-до-Принсіпі
- Піко-де-Тейде
- Піку
- Піку-Альто
- Піку-да-Вара
- Піку-Руйву
- Піллар Рокк
- Пірашу
- Піханга
- Плон-дю-Канталь
- Плоський Ближній
- Плоський Дальній
- Плоський (Туве)
- Поас
- Погромний
- Пойнт-де-Третре
- Понапе
- Попокатепетль
- Порос
- Портялло
- Пот'ю-Леок
- Поупа
- Почокепі
- Привид
- Принс-Едуард
- Пуеуе
- Пузук-Букит
- Пуї-Роджа
- Пукекоха
- Пукетуту
- Пуласарі
- Пулу-Вех
- Пульфер
- Пупуке
- Пурасе
- Путана
- П'юї-де-ла-Ваш
- П'юї-де-Гут
- П'юї-де-Дом
- П'юї-де-Монтенард
- П'юї-де-ла-Нюшер
- П'юї-де-Пар'ю
- П'юї-де-Шармон
- П'юї-де-Шопен
- П'єтроса

## Р
- Рабаланкайя
- Рабаул
- Раганг
- Рад'ябаса
- Разу
- Раїатеа
- Райкоке
- Ракаурунга
- Ранау
- Рангітото
- Рану
- Рас-Дашан
- Рас-Імран
- Расшуа
- Ратаї
- Ратал
- Рауль Айленд
- Раунг
- Раусу
- Ревентадор
- Редутський
- Рейні
- Рендова
- Речешний
- Рімах
- Рінкон-де-ла-В'єеха
- Рісірі
- Ріттер
- Річардс
- Родрігес
- Рокас
- Роккамонфіна
- Ромераль
- Росс (острів Кергелен)
- Рота
- Роторуа
- Роунд Топ
- Руанг
- Руапеху — Нова Зелнадія (2796 м)
- Рудакова
- Рудольф-Топлен Руїс
- Рунгве
- Руруй
- Русекере
- Рюдеан

## С
- Саба
- Сабініо
- Савал
- Саваї
- Саво
- Саддл
- Садіман
- Сакар
- Сакурадзіма
- Сал
- Сала-і-Гомес
- Салак
- Саліна
- Самаргінське плато
- Самсарі
- Санароа о Велле
- Санґай
- Сангеанг-Апі
- Сан-Амбросіо
- Сан-Бенедікто
- Сан-Венанцо
- Сан-Вісенте (Сальвадор)
- Сан-Висенти (о-ва Зеленого Мису)
- Сан-Жоржі
- Сан-Кристобаль
- Сан-Марселіно
- Сан-Мартін-Тустла
- Сан-Мігель (Панама)
- Сан-Мігель (Сальвадор)
- Сан-Пабло
- Сан-Педро (Чилі)
- Сан-Педро (Перу)
- Сан-Педро (Гватемала)
- Сан-Сальвадор (Ель-Бокерон)
- Сан-Сальвадор (Джеймс)
- Сан-Томе
- Сан-Фелікс
- Сан-Хоакін (Екваторіальна Гвінея)
- Сан-Хосе (вулкан)
- Сан-Хуан (Мексика)
- Сан-Хуан (США)
- Санбе
- Санкону
- Санта-Ана, Іламатепек
- Санта-Барбара (вулкан)
- Санта-Ісабель
- Санта-Клара
- Санта-Каталіна
- Санта-Катарина (Пакаїта)
- Санта-Катарина (Сальвадор)
- Санта-Катарина (острів Гренада)
- Санта-Катарина (острів Сантьягу)
- Санта-Крус (Індефатигабл)
- Санта-Лузія
- Санта-Марія (Гауа)
- Санта-Марія (Гватемала)
- Санта-Марія (Чарльз)
- Санта-Марія (Азорські острови)
- Санта-Фе (Баррінгтон)
- Санто-Томас (Гватемала)
- Санто-Томас (Серро-Негро)
- Санторін
- Санту-Антан
- Сантьяго
- Санукі-фуджі
- Саппоро
- Сарангсонг
- Саріган
- Сарни
- Саропаті-Теломоджо
- Сар-Тала
- Саричев
- Сауф-Вест-Пойнт
- Сахама
- Сахенд (Херемдаг)
- Святогорський
- Святого Георгія
- Святої Єлени
- Святого Павла
- Себелан
- Себесі
- Себоруко
- Себуку
- Севергіна
- Сегара-Рінджані
- Сегула
- Сейуль-Ханіш
- Секамбецу
- Секінгау-Беліранг
- Селавайх Агам
- Семеру
- Семлячик Центральний
- Семлячик Великий
- Семлячик Малий
- Семпу
- Сен-Поль
- Сентд'єрхедь
- Сент-Фронт Маар
- Сент-Хеленс
- Сергіївськии
- Серро-Асуль (Чилі)
- Серро-Асуль (Галапагоські осрови)
- Серро-Верде
- Серро-ду-Куме
- Серро-Негро-де-Майясквер
- Серуа
- Сесара
- Сете-Цідадес
- Сібаяк
- Сібеторо
- Сідораміинг
- Сікіне
- Сікоцу
- Сілай
- Сілалі
- Сімбо
- Сімко
- Сінабунг
- Сінарка
- Сін-Іво-Дзіма
- Синдінський
- Синяк
- Синяк-Бужора Малий
- Сірібесі (Іолай)
- Сіретоко
- Сіретоко-Іво-Дзан
- Сітно
- Ск'яльдбрейдюр
- Сламет
- Слані
- Смирнова
- Снайфедльсйекюдль
- Сніговой
- Сніжний
- Сноу
- Сокорро
- Сольфатара
- Сондерс (Майкл)
- Сопутан
- Сорікмаралі
- Соркала
- Спрінг
- Спурр Середній
- Стара
- Стердж
- Стефенс
- Стімбоат-Спрінгс
- Стіна
- Стокап
- Стонуолл-Маунтін
- Стромболі
- Стюрдевант Рокк
- Суваносе
- Сугано
- Сукарія
- Сулу
- Сульфур-Крік
- Сумако
- Сумбінг (острів Ява)
- Сумбінг (острів Суматра)
- Сумісу
- Сумун
- Сундоро
- Суніль
- Сурісар
- Сусва-Ол-Доиньо-Ньюке
- Суфрієр (острів Гваделупа)
- Суфрієр (острів Сент-Вінтсенть)
- Суфрієре Хіллс
- Сфинта-Анна
- Сині
- Сирхох
- Секеримб-Саркеу
- Сюпхан
- Сюртсей
- Сярі
- Сьєрро-Куемадо
- Сьєрра-де-ла-Енкантада
- Сьєте-Орехас

## Т
- Таал
- Табар
- Табернаклі
- Табуан
- Тавеуні
- Тавкветілі
- Тавурвур
- Тадзава
- Таїті-Іті
- Таїті-Нуї
- Тайсецу
- Такана
- Такахара
- Такора
- Талаве-Лангіла
- Талакмау
- Таланг
- Таласеа
- Тало
- Тамахагуен
- Тамбора
- Тампусу
- Танага
- Танггамус
- Тангкулан
- Тандікат
- Танк Фарм-Онепото
- Танкубан-Пераху
- Танна Ясоур
- Тансітаро
- Тао-Русир
- Тапахао
- Тапутапу
- Тара
- Таравера
- Таросеро
- Тарсо-Вун
- Тарумае
- Татібіра
- Татаринова
- Татешина
- Татіо
- Татупака
- Тау
- Тауншіц
- Тауропік
- Тауфштайн
- Таухара
- Тафахі
- Тафуа-уполу
- Тахарарат
- Тахуата (Санта-Христина)
- Тахумулько
- Твін Даунг Лівобережний
- Твініва
- Твініва-Твін-Даунг
- Тебенькова
- Текай
- Текапа
- Текуамбурро
- Теліка
- Те-Міро
- Темпанг
- Тендюрек
- Тенгер
- Тенту
- Террор
- Теун
- Теуре
- Тефтан
- Тильмиг
- Тімару
- Тімбер-Маунтін
- Тінгуїріріка
- Тінакула
- Ткаршеті
- Тоба
- Тобело-Дуконо
- Товада
- Торвайєкюдль
- Тодоко-Саху
- Токай
- Токара
- Токаті
- Толбачик Горстрий
- Толбачик Плоський
- Толіма
- Толіман
- Томаніві (Вікторія)
- Тонгаріро
- Тонкоко
- Торе
- Торісіма (Рюкю)
- Торісіма (Ідзусітіто)
- Торсо-Абекі
- Торсо-Ахон
- Торсо-Воон
- Торсо-Ієга
- Торсо-Тоон
- Торсо-Ехі-Ші
- Тотоя
- Тофуа
- Тоя
- Тредер
- Трезубец
- Тредладінг'я
- Треакартер
- Трідент
- Тріндаді
- Трі Кінге
- Три Сестри
- Трі Систерс
- Трістан
- Триглавий
- Туджух
- Туїн-Гол
- Тукую
- Тулуман
- Тумрок
- Тунгурауа
- Тупунгатіто
- Тупунгато
- Турріальба
- Тусіде
- Терхін-Цаган-Нур
- Тес-Гол
- Тятя

## У
- Уайт
- Уа-Хука (Вашінгтон)
- Убінас
- Удзі
- Удіна Велика
- Удіна Мала
- Удоне
- Узон
- Уїла
- Ука
- Укватаїн
- Уксичан
- Улавун
- Уляборський (Черського)
- Уляга
- Ульдза
- Уман
- Умм-Бірка
- Умм-ед-Дарадж
- Уммуна (Умнума)
- Унабетсу
- Унана
- Унауна
- Унгаран
- Ундеен
- Унеа
- Уолліс
- Урага-Хая (Маяк)
- Уракас
- Уратман
- Урбич
- Урепарапара
- Устика
- Усу
- Улу Палік
- Ушішір
- Ущельний
- Уюн-Холдонгі

## Ф
- Фалкон (Фонуафоу)
- Фангоден
- Фаральон де Пахарос
- Фату-Хіва (Магдалена)
- Фаял
- Фернандіна (Нарборо)
- Фернанду-ді-Норонья
- Ферру
- Ферсмана
- Фефан
- Фідархох
- Філікуді
- Фіто
- Фишер
- Флегрейські Поля
- Флоріш
- Фогу
- Фонуалеї
- Форпікд
- Форт-Портала
- Фрашінеса
- Фріман
- Фромотопос
- Фудзі
- Фукскауте
- Фукуе
- Фурнаш
- Фурнее (Бурбон)
- Фусса
- Феєго
- Фуего-де-Коліма (Коліма)
- Фишчел-Лепушна (Гропшоара)
- Фентале

## Х
- Хагінак
- Хайлюля
- Хай-Пік
- Хаккода
- Хако
- Хаконе
- Хаку
- Халеакала
- Хананг
- Хан-Нашік
- Хангар
- Ханелла
- Ханіш Великий
- Ханіш Малий
- Хантер
- Хануй-Гол
- Хараз
- Харгі-Галлосеуло
- Харгіта
- Харимкотан
- Харохаро
- Харрат-Дамар
- Харрат-Джаратайн
- Харрат-ер-Раха
- Харрат-Хайбар
- Харрат-Етхнейн
- Харса
- Харчинський
- Хасандаг
- Хатімантай
- Хваннадальсхнукюр
- Хвостова
- Хебейш
- Хепмаеї
- Хельгафелл
- Хеновеса (Тауер)
- Херберт
- Хейг
- Херд
- Хердюбрейд
- Хершенберг
- Хіваїш-Абу-Сіба
- Хіва-Оа (Домініка)
- Хігаші
- Хікотсо
- Хіуті
- Ходутка
- Хоназ
- Хорисар
- Хорульо
- Хоум
- Хош-ед-Далам
- Хуалалаї
- Хувхойтун
- Худ
- Хулубелу
- Хураї
- Хуррі Центральний

## Ц
- Цакір
- Центр-Пік
- Цербер
- Ціндер-Коне
- Цирк
- Цуруми

## Ч
- Чаббі
- Чагулак
- Чареме
- Чекчебонай Великий
- Чекчебонай Малий
- Челленгер
- Чембібіт
- Чепе
- Черпук Південний
- Чигінагак
- Чикурачкі
- Чилаало
- Чимборасо
- Чиміно
- Чинал-Штірба
- Чинамека
- Чинейнейн
- Чинко
- Чирикі
- Чиринкотан
- Чирип
- Чирпой
- Чичигальпа
- Чичональ
- Чонко
- Чорна
- Чорна Гора
- Чорного
- Чубуклу
- Чугінадак (острів), вулк. Клівленд

## Ш
- Шавнабаді
- Шаділхох
- Шаланка
- Шалькенмеренер
- Шапінта
- Шарок
- Шархох
- Шаста
- Шестакова
- Шергейн
- Шкотовське плато
- Шлен
- Шмідта
- Шивелуч
- Шимонка
- Шіра
- Шірінкі
- Шіхан
- Шиш
- Шишель
- Шивіт Тайга
- Шомболі
- Шомлохедь
- Шошуенко
- Штрехов
- Штюбеля
- Шугарлоаф
- Шуфанськое плато

## Ю
- Юнаска
- Юфу Явор'є
- Юяйяко

## Я
- Ялі
- Якісірі
- Ямі
- Янталес (Серро-Невадо)
- Яцуга

### Океанія, Атлантичний та Тихий океан, Антарктида
- Список вулканів Антарктики
- Список вулканів Вануату
- Список вулканів Островів Волліс
- Список вулканів Папуа Нової Гвінеї
- Список вулканів Південних Сандвічевих островів
- Список вулканів Самоа
- Список вулканів Соломонових островів
- Список вулканів Тихого океану
- Список вулканів Тонга
- Список вулканів Тристан-да-Кунья